# 源子恭
源 子恭（げん しきょう、生年不詳 - 538年）は、北魏から東魏にかけての官僚・軍人。字は霊順。本貫は西平郡楽都県。

## 経歴
源懐の六男として生まれた。司空参軍事を初任とした。司徒祭酒・尚書北主客郎中に転じ、摂南主客事をつとめた。ときに南朝梁からの亡命者の許周が梁の給事黄門待郎であったと自称していたため、北魏の朝士はこれを信じて待遇していたが、子恭はこの自称が疑わしいむねを上奏した。勅命により調査がなされると、子恭の疑ったとおりであることが判明した。
518年（神亀元年）、河州の羌の却鉄怱が反乱を起こして、長吏を殺害すると、子恭は持節として行台となり、諸将を率いて反乱を討った。子恭は州郡と諸軍に略奪を厳禁して、民衆のものをひとつも取らず、反乱軍と軽く一戦した後、処罰と恩赦を明らかにすると、20日ほどの間に反乱軍はみな降伏してきた。
520年（正光元年）、子恭は行台左丞となり、北辺を巡行した。洛陽に帰ると、起部郎に転じた。明堂・辟雍の建設が着工していなかったため、子恭は着工にふさわしい時機が来ているむねを上書し、その意見は孝明帝に聞き入れられた。冠軍将軍・中散大夫に任じられ、治書侍御史を兼ねた。
521年（正光2年）、秦州や益州の氐族が反乱を起こすと、子恭は河間王元琛の下で軍司となり、これを討った。反乱が鎮圧されると、子恭は行南秦州事をつとめた。523年（正光4年）、六鎮の乱が起こると、子恭は給事黄門郎を兼ね、諸軍の慰労にあたった。洛陽に召還されて、河内郡太守に任じられ、後将軍の号を受けた。526年（孝昌2年）、絳郡の蜀の陳双熾が反乱を起こすと、子恭は反乱の鎮圧にあたった。丹谷と清廉の2路が不通となると、子恭は河内郡の別将となった。まもなく建興郡の蜀が反乱を起こすと、子恭は持節・散騎常侍・仮平北将軍・征建興都督となり、尚書行台を兼ね、正平都督の長孫稚と合流して反乱軍を討った。反乱軍の首領の范明遠と劉牙奴が降伏を願い出て、反乱は鎮圧された。子恭は平南将軍・豫州刺史に任じられた。まもなく散騎常侍・撫軍将軍の位を加えられた。
528年（武泰元年）、郢州刺史の元願達が梁に降伏し、都督の尉慶賓が洛陽に召還されると、子恭は尉慶賓の率いていた兵を引き継いで元願達を討つこととなった。梁の将軍の夏侯夔が数万の兵を率いて来攻し、新蔡と毛城を攻撃した。子恭が救援に向かうと、梁軍を敗走させた。また梁の豫州刺史の夏侯亶が4人の部将に3万の兵を率いさせて、南頓を包囲し、陳項を攻撃してきた。子恭はやはり救援に向かい、梁軍を撃退した。鎮南将軍の号を加えられ、尚書行台を兼ねた。子恭は兵を率いて淮水を渡ると、民衆を淮北に移して、郡県を立て、戍を置いて豫州に帰った。梁の直閤将軍で軍主の胡智達ら8将が、その監軍の閻次洪とともに侵入し、北魏の豫州州城の東北40里あまりのところに駐屯した。子恭はこれを撃破して、胡智達を斬り、閻次洪を生け捕りにした。
529年（永安2年）、元顥が洛陽に入ると、子恭は元顥から車騎将軍の号を加えられたが、あえて拒まず、ひそかに元顥側の情報を孝荘帝に伝えていた。元顥が敗死し、孝荘帝が洛陽に戻ると、子恭は征南将軍・兼尚書右僕射に進み、仮の車騎将軍となった。後に散騎常侍の位を加えられた。
板橋蛮の文石活・石忌麤が梁の官位と軍権を受けて、諸族を誘って北魏に反抗した。子恭は自ら将士を率いて、板橋蛮の柵を襲撃し、数日のうちに殲滅しつくした。このため諸族は北魏に服従し、租税の運搬をおこなうようになった。洛陽に召還されて右光禄大夫・給事黄門侍郎の位を受けた。前後の戦功により、臨潁県開国侯に封じられた。まもなく侍中に転じた。
530年（永安3年）、爾朱栄が殺害されると、爾朱世隆・爾朱度律らが河橋を占拠して交通を遮断したため、子恭は都督として爾朱世隆らを討つよう孝荘帝に命じられ、軍を率いて大夏門の北に進出した。まもなく太府卿の李苗が夜間に河橋を焼き討ちしたため、爾朱世隆は退却し、子恭は尚書僕射を兼ね、大行台・大都督となった。まもなく衛将軍・仮車騎将軍に転じ、諸将を率いて太行の丹谷に塁を築いて爾朱氏の南進をはばもうとした。爾朱兆が兵を率いて南進してくると、子恭の部下の都督の史仵龍や羊文義らが柵を開いて爾朱兆に降伏した。子恭は退却して、爾朱兆の追撃を受けて敗れた。爾朱兆は洛陽に入り、孝荘帝を捕らえた。子恭は逃亡して緱氏に隠れたが、捕らえられて連行された。まもなく釈放された。
531年（普泰元年）、侍中のまま驃騎将軍・左光禄大夫の位を受けた。まもなく散騎侍郎・都督三州諸軍事・驃騎将軍・仮車騎大将軍・行台僕射・荊州刺史に任じられた。前廃帝擁立の功績により、臨汝県開国子に封じられた。南方の民族出身の雷乱清が反乱を起こし、梁の兗州刺史の位を受けて、郡県を置いた。子恭は雷乱清を討って平定した。永熙年間、入朝して吏部尚書となり、驃騎大将軍の号を加えられた。以前の豫州での戦功を論じられて、襄城県開国男の爵位を受けた。さらにほかの功績を論じられて、新城県開国子に封じられた。五男の源文盛に爵位を譲りたいむね請願して、認められた。534年（天平元年）、東魏の中書監に任じられた。536年（天平3年）、魏尹となり、高歓の下で軍司となった。538年（元象元年）、死去した。540年（興和2年）、都督徐兗二州諸軍事・驃騎大将軍・尚書左僕射・司空公・兗州刺史の位を追贈された。諡は文献といった。

## 子女
- 源彪（字は文宗、臨潁県開国侯、東魏の武定末年に太子洗馬となった）
- 源文瑤（武定年間に襄城県開国男の爵位を嗣いだが、北斉が建国されると爵位を降格された）
- 源文挙
- 源文盛（五男）

## 伝記資料
- 『魏書』巻41 列伝第29
- 『北史』巻28 列伝第16